# Hegymászás

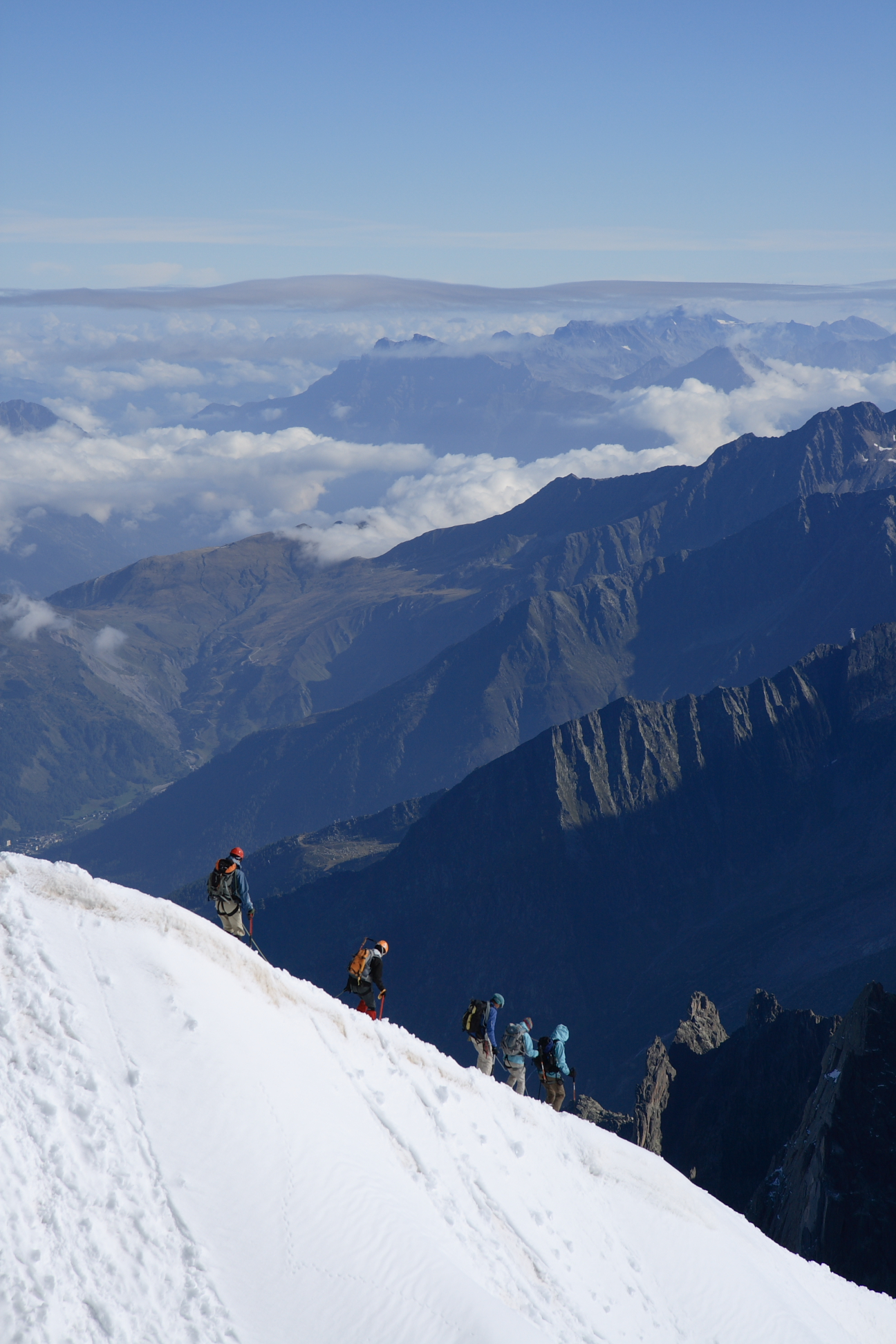
Hegymászók az Aiguille du Midi hegygerincén

A hegymászás vagy alpinizmus a magashegységi övezetben emelkedő hegycsúcsok megmászására irányuló szabadidős vagy sporttevékenység. Története hajnalán, a 18–19. században az alpinizmus a tűrő- és állóképességük határait megismerni vágyó kevesek nem mindennapi erőpróbájának számított. Nemritkán tudományos kutatással kötötték össze a hegycsúcsok meghódítását. Napjainkra szélesebb tömegek sporttevékenysége, amely kiváló erőnlétet és speciális felszerelést kíván meg e szenvedély hódolóitól.
A modern alpinizmus sokféle ágat foglal magába, például a sziklamászást, a jégmászást, a túrasízést és a hegymászó expedíciókat.
A hegymászás népszerűsége a természet iránti vonzalom, a kihívások keresése és a személyes határok feszegetése révén folyamatosan növekszik. Az extrém környezetben történő mozgás ugyanakkor komoly felkészültséget, kockázatkezelést és felelősségteljes hozzáállást is megkövetel — különösen a magaslati, technikailag nehéz terepeken, ahol az időjárás és az oxigénhiány is komoly tényező lehet.

## Fajtái
Az időjárási és terepviszonyok, illetve a felszerelés tekintetében az alábbi válfajai ismertek:
- a puszta kézzel, meredek sziklán, általában biztosító felszereléssel végzett sziklamászás;
- a meredek jégen, a jégcsákány módosításával létrejött jégszerszámokkal végzett jégmászás,
- a hőskori hegymászásra leginkább hasonlító alpinizmus vagy magashegyi mászás, mely régiótól függően általában 3000–4000 méteres magasságnál magasabb csúcsokat célzó, sokszor gleccseren közlekedést igénylő tevékenység. Ennek magasabb szintű űzése komoly jégmászó, sziklamászó, és egyéb felszerelésbeli jártasságot igényel.
- A síléccel végzett magashegyi túrákat síalpinizmusnak nevezzük.
- A kisebb sziklákon, technikailag nehéz, rövid (1–8 m), sziklamászást boulder mászásnak (vagy boulderezésnek) nevezzük.
- Az ember által mesterséges falakon végzett mászást falmászásnak hívjuk.

## Nehézségi fokozatok
A Nemzetközi Hegymászó Szövetség (UIAA) a mászási nehézségeket a hegymászó kalauzokban hatfokozatú skálán sorolta be. A hegymászó kalauzok tartalmazzák az utak nehézségét és a mászóút idejét. 
A hatfokozatú skála finomítására előbb a IV. fokozattól + – megjegyzésekkel finomították a skálát, majd – hogy a régi VI+ nehézségű utakat ne kelljen leminősíteni, 1973-tól felül nyitott skálát határoztak el, és ez a mászóutak nehézségével folyamatosan bővül. A jelenlegi legnehezebb utak XII. nehézségűek! Területenként más nehézségi osztályozási módok is léteznek.
Nyugat-európai mászókalauzokban egyre elterjedtebb az ún. francia nehézségi skála. Az UIAA és a francia skálák fokozatai között egyértelmű megfeleltetés van. Sok mászókalauz a sportmászóutak nehézségét francia skálával jelöli, a tradicionális, azaz saját köztesekkel mászott utakat pedig az UIAA skála szerint osztályozza.
Új trend, hogy az utak biztosítottságát is jelölik. Itt a sportmászó utaknál S1 – S5 biztosíthatósági osztályokat használnak, ahol az S1 a legbiztonságosabb, a tradicionális sziklamászó utaknál pedig R1 – R5 fokozatokat jelölnek.

## Magyar vonatkozások
Kunisch Ádám, a késmárki líceum rektora már az 1590-es években rendszeresen vitte diákjait a Magas-Tátrába.
A legelső ismert magyar hegymászó Frőlich Dávid késmárki geográfus és matematikus Medula geographie practikae című könyvében megírja, hogy 1615-ben késmárki diák korában, két osztálytársával megmászta a Tátra legmagasabb csúcsát. Speer Dániel 1683-ban megjelent Dacianische Simplicissimus című művében leírja, hogy 1655-ben a rókusi tanító vezetésével, miután egy hegymászó-tanfolyamon vettek részt a diákok, mászófelszereléssel ellátva, kötélbiztosítással egy csúcsra másztak, ahol egy könyv volt, amelybe nevüket beírták.
1873-ban megalakult a Magyarországi Kárpát-egyesület, Magyarország első turistaegyesülete. 1885-ben Zsigmondy Emil megírta az azóta is alapműnek számító Az Alpok veszélyei című könyvét.
A legismertebb magyar hegymászó, Erőss Zsolt volt az első magyar, aki megmászta a Mount Everestet (2002-ben). Összesen 10 nyolcezres csúcsot hódított meg, és ezzel a magyar hegymászás ikonikus alakja lett. 2013-ban tűnt el a Kancsendzönga megmászását követően.
Suhajda Szilárd számos nyolcezres hegyet mászott meg palackos oxigén és magashegyi teherhordók nélkül – köztük a Lhoce-t, a Broad Peaket és a Manaszlut. 2023-ban tűnt el a Mount Everest oxigén nélküli mászása közben.

## Fontos mérföldkövek
A hegymászás első jelentős teljesítményei a franciaországi Mont Blanc meghódításához kötődtek, amelynek csúcsát elsőként 1786. augusztus 8-án érte el Jacques Balmat és Michel Paccard. Az alpinizmus históriájának további fontosabb mérföldkövei:
| Dátum                | Hegycsúcs és magassága | Hegység                         | Hegymászók |
| -------------------- | ---------------------- | ------------------------------- | --- |
| 1855. augusztus 1.   | Monte Rosa (4634 m)    | Pennini-Alpok, Európa           | John Birbeck, Charles Hudson, Ulrich Lauener, Christophe Smyth, James G. Smyth, Edward Stephenson, Johannes Zumtaugwald, Matthäus Zumtaugwald |
| 1858. augusztus 11.  | Eiger (3970 m)         | Berni-Alpok, Európa             | Charles Barrington, Christian Almer, Peter Bohren                                                                                             |
| 1864. szeptember 28. | Marmolada (3343 m)     | Dolomitok, Európa               | Paul Grohmann, Angelo Dimai |
| 1865. július 14.     | Matterhorn (4478 m)    | Pennini-Alpok, Európa           | Michel Croz, Francis Douglas, Dougles Robert Hadow, Charles Hudson, Edward Whymper                                                            |
| 1889. október 6.     | Kilimandzsáró (5895 m) | Kilimandzsáró, Afrika           | Hans Meyer, Ludwig Purtscheller, Yohanas Kinyala Lauwo                                                                                        |
| 1897. január 14.     | Aconcagua (6962 m)     | Andok, Dél-Amerika              | Edward Fitzgerald, Matthias Zurbriggen |
| 1913. június 7.      | Denali (6194 m)        | Alaszkai-hegység, Észak-Amerika | Walter Harper, Harry Karstens, Hudson Stuck, Robert Tatum                                                                                     |
| 1950. június 3.      | Annapurna (8091 m)     | Himalája, Ázsia                 | Maurice Herzog, Louis Lachenal |
| 1953. május 29.      | Mount Everest (8850 m) | Himalája, Ázsia                 | Edmund Hillary, Tendzing Norgaj |
| 1954. július 31.     | K2 (8611 m)            | Karakorum, Ázsia                | Achille Compagnoni, Lino Lacedelli |